# Brad Cooper
Bradford Paul (Brad) Cooper (Singapore, 19 juli 1954) is een Australisch zwemmer. 

## Biografie
Cooper werd in Signapore geboren en emigreerde op vijfjarige leeftijd naar Australië.
Burton tikte tijdens de finale van de 400m vrije slag tijdens Olympische Zomerspelen van 1972 als tweede aan, de Amerikaan DeMont tikte 1/100ste van een seconde eerder aan. DeMont werd positief getest op het gebruik van Efedrine en gediskwalificeerd. De Amerikaanse teamartsen hadden verzuid een attest aan te vragen voor DeMont.
In eerste instantie werd alleen DeMont gediskwalificeerd zonder de gouden medaille toe te kennen aan Cooper, na een Australisch protest gebeurde dit alsnog.

## Internationale toernooien
| Jaar | Olympische Spelen                                                                          | Wereldkampioenschappen                                                                           | Gemenebestspelen                              |
| ---- | ------------------------------------------------------------------------------------------ | ------------------------------------------------------------------------------------------------ | --------------------------------------------- |
| 1972 | 400m vrije slag · 7e 1500m · 4e 200m rugslag · 5e 4x200m vrije slag · 9e 4x100m wisselslag |                                                                                                  |                                               |
| 1973 |                                                                                            | 400m vrije slag · 1500m vrije slag · 13e 100m rugslag · 4x200m vrije slag · 6e 4x100m wisselslag |                                               |
| 1974 |                                                                                            |                                                                                                  | 400m vrije slag · 100m rugslag · 200m rugslag |

1908: Henry Taylor ·
1912: George Hodgson ·
1920: Norman Ross ·
1924: Johnny Weissmuller ·
1928: Alberto Zorrilla ·
1932: Buster Crabbe ·
1936: Jack Medica ·
1948: William Smith ·
1952: Jean Boiteux ·
1956: Murray Rose ·
1960: Murray Rose ·
1964: Don Schollander ·
1968: Mike Burton ·
1972: Brad Cooper ·
1976: Brian Goodell ·
1980: Vladimir Salnikov ·
1984: George DiCarlo ·
1988: Uwe Daßler ·
1992: Jevgeni Sadovy ·
1996: Danyon Loader ·
2000: Ian Thorpe ·
2004: Ian Thorpe ·
2008: Park Tae-hwan ·
2012: Sun Yang ·
2016: Mack Horton ·
2020: Ahmed Hafnaoui ·
2024: Lukas Märtens
- Gemeinsame Normdatei: 1209085518
- Virtual International Authority File: 7042158858105144490007